# Nowopokrowśke
Nowopokrowśke (ukr. Новопокровське) – wieś na Ukrainie, w obwodzie donieckim, w rejonie pokrowskim, w hromadzie Oczeretyne. W 2001 liczyła 64 mieszkańców.